# Société nationale de musique
De Société nationale de musique (Nationale muziekgezelschap) is een Franse organisatie voor klassieke muziek, opgericht op 25 februari 1871 door Romain Bussine en Camille Saint-Saëns, die het voorzitterschap deelden. Het werd opgericht in reactie op de tendens in Frankrijk om vocale muziek en opera te bevorderen ten koste van instrumentale muziek. Het doel was het bevorderen van de Franse muziek (als reactie op de Duitse muziektraditie die in Frankrijk aan populariteit won) en om de gelegenheid te geven aan jonge componisten om hun werk te laten horen. Het motto was Ars Gallica (Gallische kunst)

## Geschiedenis
Tot de oorspronkelijke leden behoorden naast Bussine en Saint-Saëns onder anderen César Franck, Ernest Guiraud, Jules Massenet, Jules Garcin, Gabriel Fauré, Alexis de Castillon, Henri Duparc, Paul Lacombe, Theodore Dubois en Paul Taffanel. Het openingsconcert werd gegeven op 17 november 1871 met het Trio in Bes majeur van Cesar Franck, Deux melodies van Dubois, Cinq pièces dans le style ancien van Castillon, een pianoreductie van het vioolconcert van Garcin, een Improvisatie voor tenor van Massenet en de Caprice héroïque voor twee piano's van Saint-Saëns.
De kamermuziekconcerten vonden plaats in de Salle Pleyel, de concerten met orkest vonden plaats in Salle Erard, en de Église Saint-Gervais-Saint-Protais voor de concerten met orgel. Hoewel de organisatie weinig middelen had, was ze toch in staat om topmusici in te huren, zoals Pablo de Sarasate, Eugène Ysaÿe en Wanda Landowska.
Vanaf de jaren 1880, begon men ook muziek van niet-Franse componisten te accepteren. In 1886 was er een confrontatie tussen voor- en tegenstanders van meer buitenlandse muziek, waarbij Saint-Saëns een van de "conservatieve" mensen was die vasthielden aan de Franse muziek, versus César Franck, Vincent d'Indy en anderen. Franck werd uiteindelijk verkozen tot voorzitter, wat leidde tot het aftreden van Bussine en Saint-Saëns. Na de dood van Franck in 1890 werd het voorzitterschap overgenomen door d'Indy. Ernest Chausson was secretaris van 1883 tot aan zijn dood in 1899. Tegen het einde van dat decennium werden werken van wat toen de componisten van de jongere generatie waren geprogrammeerd, onder wie Claude Debussy en Maurice Ravel.
Na enkele incidenten verliet Ravel de Société om een nieuwe organisatie op te zetten, de Société musicale indépendante (SMI). Concurrentie tussen de twee organisaties en het gebrek aan nieuwe manuscripten leidden tot een teruggang van de activiteiten van de Société nationale de musique, totdat de instroom van nieuwe leden als Olivier Messiaen in 1930 de organisatie nieuw leven inblies.

## Bron
- Dit artikel werd gebaseerd op die op de Frans- en Engelstalige wikipedia's
- Vallas, Léon. César Franck. (Engelse vertaling door Hubert J. Foss van La véritable histoire de César Franck (1949).  London: Harap, 1951.  Herdruk Westport CT: Greenwood Press, 1973.